# Nijehaske (wijk)
Nijehaske is een woonwijk in het westen van Heerenveen, in de Nederlandse provincie Friesland. De wijk telt circa 3500 inwoners.

## Geschiedenis
De wijk Nijehaske is genoemd naar de plaats Nijehaske, dat ten noordwesten van de wijk ligt. De wijk is in de jaren 80 ontstaan en er werd tot in de jaren negentig gebouwd.

## Ligging
Aan de zuidzijde wordt Nijehaske begrensd door de Engelenvaart en aan de westzijde door het Nieuwe Heerenveense Kanaal. Aan de noordzijde ligt bedrijventerrein Businesspark Friesland. Het centrum is via een fietstunnel onder station Heerenveen te bereiken.

## Straatnamen

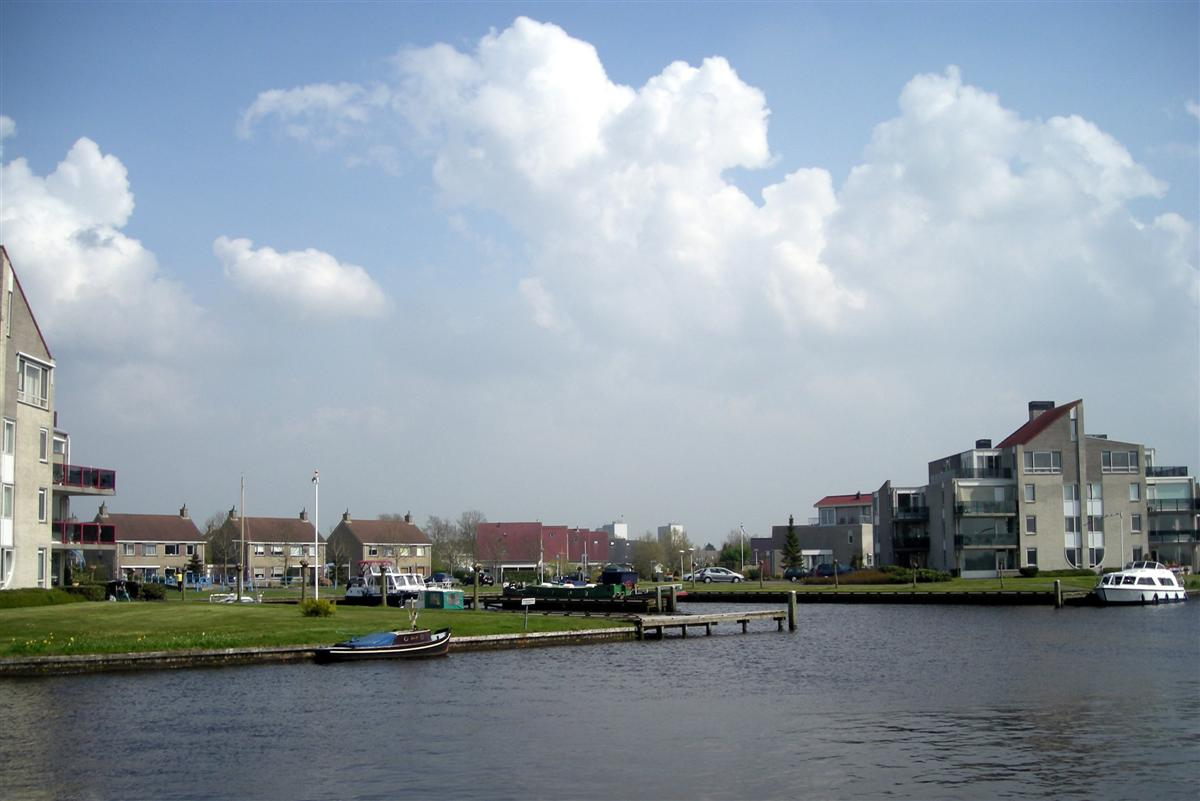
Woonwijk Nijehaske gezien vanaf Nieuwe Heerenveense Kanaal

De postcode van de straten in de wijk begint met 8447. Door de wijk loopt de Haskeruitgang, de verbindingsweg tussen de wijk De Greiden in het zuiden en het bedrijventerrein in het noorden.
| - Baggelbak - Balder - Barten - Beugel - Beurtschip - Bokslee - Bolster - De Kimen - De Luken - De Swurden - De Warring - De Wimpel - Haskeruitgang - Hoopstede - It Foardek - It Rum | - Jutte - Karturf - Klynlân - Lawei - Praam - Roede - Spitter - Sponturf - Toellan - Trekker - Trekschuit - Turfsteker - Zetveld |

## Onderwijs

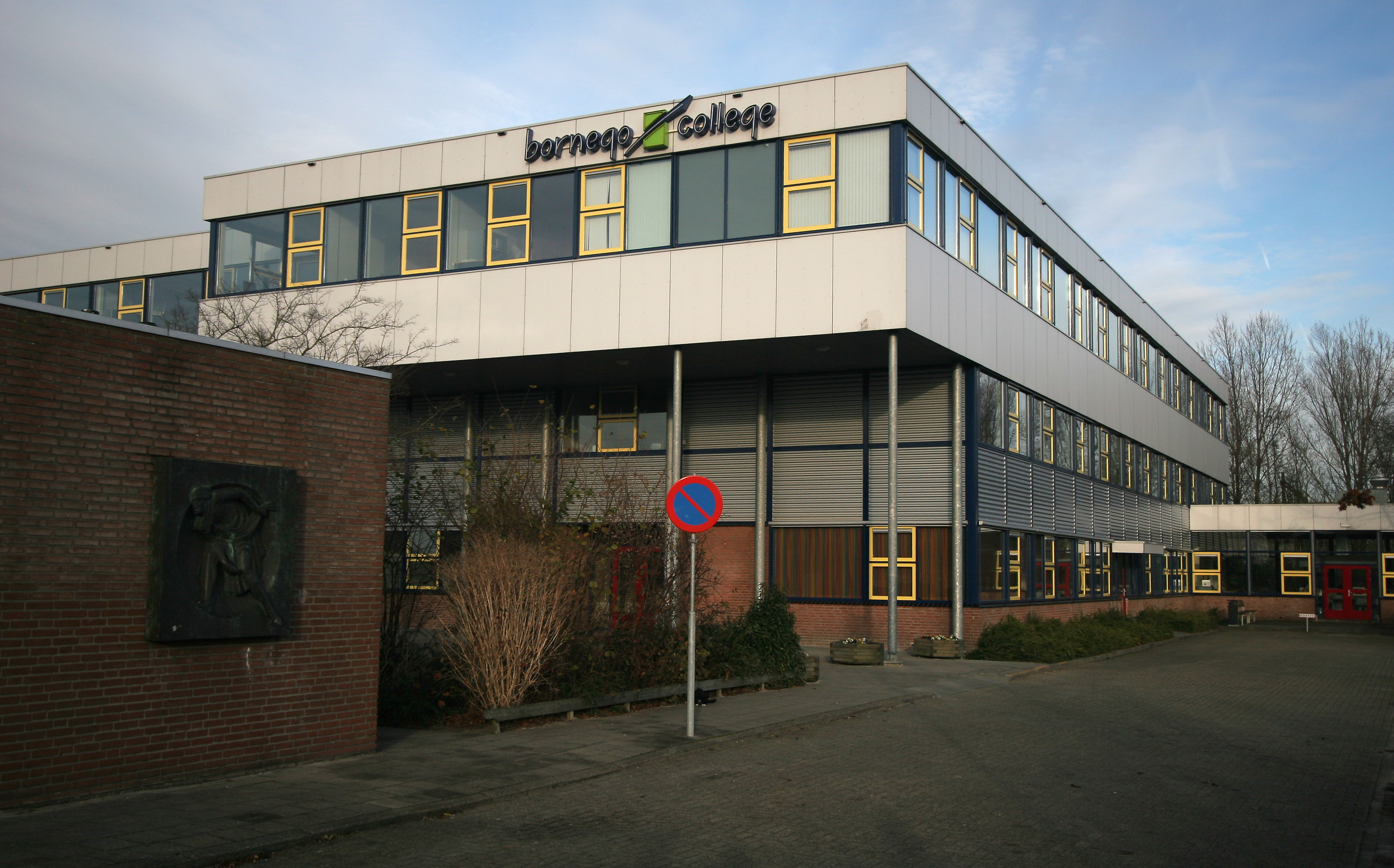
Bornego College (Beugel)

- Bornego College, bovenbouw vmbo, locatie Beugel.
- Basisonderwijs:
  - Gereformeerd: De Spoorwijzer, locatie Beugel.
  - Openbaar: OBS de Optimist, locatie Barten.

Akkers · 
De Greiden · 
Het Meer · 
Nijehaske · 
Skoatterwâld